# Хумуші
Хумуші́ (рос. Хумуши, чув. Хăмăш) — присілок у складі Вурнарського району Чувашії, Росія. Входить до складу Калінінського сільського поселення.
Населення — 242 особи (2010; 284 у 2002).
Національний склад:
- чуваші — 97 %